# Dolná Trnávka
Dolná Trnávka este o comună slovacă, aflată în districtul Žiar nad Hronom din regiunea Banská Bystrica. Localitatea se află la altitudinea de 240 m deasupra n.m., se întinde pe o suprafață de 2,85 km2 și în 2017 număra 336 de locuitori.

## Istoric
Localitatea Dolná Trnávka este atestată documentar din 1388.

## Demografie
| An:                | 1994 | 2004   | 2014   | 2024   |
| ------------------ | ---- | ------ | ------ | ------ |
| Număr de persoane: | 346  | 366    | 340    | 356    |
| Diferență:         |      | +5,78% | −7,10% | +4,70% |

| An:                | 2023 | 2024   |
| ------------------ | ---- | ------ |
| Număr de persoane: | 354  | 356    |
| Diferență:         |      | +0,56% |